# Ivica Ivanac
Ivica Ivanac (Zagreb, 24. listopada 1936. – Zagreb, 18. lipnja 1988.), hrvatski književnik, scenarist i dramaturg. Bio je dugogodišnji suradnik i urednik Programa za djecu i Dramskoga programa Televizije Zagreb (današnje Hrvatske radiotelevizije) te ravnatelj Drame Hrvatskog narodnog kazališta u Zagrebu (1965. – 1970.). 

## Životopis
Ivica Ivanac diplomirao je na Pravnom fakultetu u Zagrebu. Autor je kazališnih drama (Zašto plačeš, tata?, Odmor za umorne jahače ili Don Juanov osmijeh, Julija i dr.), televizijskih serija (Kapelski kresovi, Nikola Tesla, i dr.), radio-drama (Čovjek i njegova žena, Ponoćno sanjarenje i dr.) te knjiga za djecu i mladež (Najljepši posao na svijetu, Maturanti, Gospodar munja, i dr.). 
Za knjigu Najljepši posao na svijetu ili kako nastaje kazališta predstava (1970) dobio je nagradu "Grigor Vitez" a njegova "antidrama" Zašto plačeš, tata? (1959) među najznačajnijim je hrvatskim dramskim tekstovima sredine 20. stoljeća. 
Mnoge su mu drame prevedene i emitirane u inozemstvu.

## Vanjske poveznice
- LZMK / Proleksis enciklopedija: Ivanac, Ivica
- LZMK / Hrvatski biografski leksikon: Ivanac, Ivica
- Ivica Ivanac na Discogsu